# Konflikt polityczny w Zimbabwe
Konflikt polityczny w Zimbabwe – trwał od 29 marca 2008, czyli wyborów prezydenckich, które odbyły się tego dnia w Zimbabwe, do lutego 2009. W wyborach brali udział Langton Towungana, Simba Makoni, Robert Mugabe, Morgan Tsvangirai, lecz liczyli się ci dwaj ostatni. Robert Mugabe to prezydent, który sprawuje rządy od 1980 w sposób dyktatorski. Zarówno opozycja, jak i obserwatorzy Unii Afrykańskiej stwierdzili, że w czasie wyborów doszło do fałszerstw, ponadto z wynikami długo zwlekano.
Oficjalne wyniki ogłoszono 2 maja 2008. Wygrał kandydat opozycji Morgan Tsvangirai z 47,2%, drugi był sprawujący rządy Robert Mugabe z wynikiem 43,2%. Żaden kandydat nie osiągnął wymaganego 50% głosów i konieczna była II tura głosowania. II turę zaplanowano na 27 czerwca, lecz nie odbyła się ponieważ kandydat opozycji wycofał się z nich, ponieważ grożono mu śmiercią. W tych okolicznościach lider zimbabweńskiej opozycji Morgan Tsvangirai 22 czerwca schronił się przed prześladowaniami w ambasadzie Holandii. W tym samym czasie władze wierne prezydentowi Robertowi Mugabe rozprawili z pozostałymi przeciwnikami.
22 czerwca na opozycyjnym wiecu doszło do starć, podczas których kilkadziesiąt osób zostało pobitych. Według rzecznika MDC 23 czerwca policja przeprowadziła rajd na Harverst House, siedzibę partii w stolicy Zimbabwe. Aresztowano ponad 60 osób z opozycji.

## Rezygnacja Tsvangirai
Brutalna interwencja policji nastąpiła kilka godzin po tym, jak Tsvangirai ogłosił 22 czerwca, że wycofuje się z zaplanowanej na 27 czerwca drugiej tury wyborów. Jako przyczynę swej decyzji podał narastającą w Zimbabwe przemoc, która uniemożliwia przeprowadzenie wolnych i uczciwych wyborów.

### Rokowania
Jesienią 2008 roku doszło do podjęcia rozmów między przedstawicielami prezydenckiego reżimu a opozycją. We wrześniu zawarto umowę o podziale stanowisk ministerialnych, jednak w październiku rozmowy utknęły w martwym punkcie. Na początku lutego 2009 zawarto porozumienie zakładające utworzenie przez władze i opozycję rządu jedności narodowej.